# Carmen Marcu
Carmen Marcu (n. 30 august 2001) este o fotbalistă română.

## Carieră
Ea a debutat pentru echipa națională a României la 23 octombrie 2020 împotriva Lituaniei⁠(d), intrând ca înlocuitor pentru Laura Rus.

## Palmares
- Campionatele românești: 2020-2021, 2021-2022